# Peter Sauber
Peter Sauber (Zuric, Suïssa 13 d'octubre de 1943) és executiu de motorsport suís. És conegut per ser el fundador de Sauber Automobilisme (Alfa Romeo Sauber F1 Team), un equip que va competir a la Fórmula 1 fins a la temporada 2018.